# Zgornji Gasteraj
Zgornji Gasteraj je naselje na severu občine Sveti Jurij v Slovenskih goricah. Prebivalstvo se pretežno ukvarja s kmetijstvom, vinogradništvom in malo obrtjo.

## Zgodovina:
Leta 1820 se je tukaj rodil Peter Wallner, profesor na ženskem učiteljišču v Gradcu. Za zasluge v šolstvu je bil leta 1883 odlikovan z nazivom cesarjevega svetovalca.